# Сонячні та місячні літери

Сонячні літери (червоні) та місячні літери (чорні)

В арабській та мальтійській мовах літери можна розділити на дві групи — сонячні (араб. حروف شمسية ḥurūf shamsīyah, мальт. konsonanti xemxin) та місячні (حروف قمرية ḥurūf qamarīyah, мальт. konsonanti qamrin). Цей поділ ґрунтується на тому, чи асимілює певна літера приголосний звук [l] в означеному артиклі al-, чи ні. Назва поділу походить від того, що артикль у слові «сонце» aš-šams асимілюється, а в слові «місяць» al-qamar — ні.
Перед сонячними літерами артикль al не вимовляють як «аль», а «л» асимілюється з першим приголосним наступного слова. Наприклад, замість al-Nīl кажуть an-Nīl. Натомість перед місячними літерами артикль звучить як «аль», тобто «л» не асимілюється.
Кількість сонячних і місячних літер рівна. 14 сонячних це: ﻥ ﻝ ﻅ ﻁ ﺽ ﺹ ﺵ ﺱ ﺯ ﺭ ﺫ ﺩ ﺙ ﺕ; (транслітеровано зліва направо t, ṯ, d, ḏ, r, z, 's, š, ṣ, ḍ, ṭ, ẓ, l, n) і 14 місячних літер це: ه ﻱ ﻭ ﻡ ﻙ ﻕ ﻑ ﻍ ﻉ ﺥ ﺡ ﺝ ﺏ ء; (транслітеровано зліва направо ʾ, b, ǧ, ḥ, ḫ, ʿ, ġ, f, q, k, m, w, y, h).
Поділ на сонячні та місячні літери походить від класичної арабської мови, якій була притаманна автоматична асиміляція передньоязикового приголосного артикля до будь-якого передньоязикового приголосного на початку наступного слова. Тому сонячними приголосними є всі передньоязикові приголосні сучасної арабської мови, крім літери ج ǧ, яка тепер зазвичай звучить як [ɡ], [ʒ] чи [dʒ], але в класичній арабській мові була палатальним чи велярним приголосним /ɟ ~ ɡʲ/. Внаслідок цього в класичний період ця літера не спричиняла автоматичної асиміляції наступного приголосного і тепер її відносять до місячних приголосних.
Слід відзначити, що в арабській мові правило стосується лише вимови. На написання артикля ال воно не впливає. Натомість у мальтійській ці зміни відображаються й на письмі: dak ir-raġel ra r-raġel.